# Züchterring

Brieftaube mit Züchterring

Fußring einer Brieftaube (Beispiel)

Unter Züchterringen, von den Züchtern selbst oft nur Ringe genannt, versteht man die von Geflügel- und Vogelzüchtern angebrachten Fußringe zur endgültigen Kennzeichnung des Einzeltieres. Davon zu unterscheiden sind die Ringe der Vogelwarten, die andere Kennzeichen tragen. Man unterscheidet zwischen geschlossenen Ringen, die nur kurz eine gewisse Zeit nach dem Schlüpfen angebracht werden können, und offenen Ringen (Clipringen), die man zur vorübergehenden Kennzeichnung eines Tieres auch später noch anbringen und wieder entfernen kann.
Die Markierung der Züchterringe ist, sofern es sich nicht um einfache Farbringe zur Bezeichnung von Allerweltsvögeln handelt, nach einem streng geregelten System aufgebaut. Bei geschützten Vögeln ist eine Zuchtgenehmigung Voraussetzung für den Bezug von Züchterringen, ohne die die meisten Vögel nicht gehandelt werden dürfen.
Die Beringung von Exemplaren geschützter Arten dient der Umsetzung des Washingtoner Artenschutzabkommens und ist im dazu erlassenen Artenschutzrecht näher geregelt.

## Rassegeflügel
Die Zuchtringe für Rassegeflügel und Rassetauben werden in Deutschland vom Bund Deutscher Rassegeflügelzüchter (BDRG), also vom nationalen Dachverband, ausgegeben und heißen deswegen Bundesringe. In anderen europäischen Staaten werden gleichartige Ringe verwendet, die sich im Nationalitätenkennzeichen unterscheiden (Ringe aus der Bundesrepublik sind mit einem D versehen, österreichische tragen ein AT, auf den französischen steht ein F usw.).
Dabei handelt es sich um geschlossene Kunststoffringe. Sie sind je nach Jahr nach der Reihenfolge weiß – schwarz – neongelb – dunkelblau – dunkelgrün – grau anders gefärbt, so dass sich das Alter eines Tieres auch ohne Einfangen ablesen lässt. Die Farben der nationalen Geflügelringe wurde mit einem Beschluss des Europäischen Kleintierzuchtverbandes (EE) einheitlich geregelt. Wie aus der schon genannten Reihenfolge erkenntlich wird, wiederholen sich die Farben alle sechs Jahre, weil Rassegeflügel nicht länger als sechs Jahre ausgestellt werden darf – die Bundesringe der Jahre 2009, 2015 und 2021 waren z. B. alle weiß.
Die Bundesjugendringe sind jedes Jahr lila, um die Tiere der Jugendzüchter von denen der Erwachsenen unterscheiden zu können, ansonsten sind sie identisch zu den Ringen der Senioren.
Der Bundesringe und ihre EE-Äquivalente enthalten Angaben über den Jahrgang, die verwendete Ringgröße, das Herkunftsland, sowie eine aus Buchstaben und Zahlen bestehende, fortlaufende Nummer, die pro Jahr nur einmal vergeben wird (z. B. EC 450, P 887, GZ 98 oder DH 8). Die Buchstabenkombinationen auf den Jugendringen beginnen immer mit einem J, dieses kann auch der einzige Buchstabe sein (z. B. JF 98, J 562 oder JT 36).
| des BDRG bis 2000 | des BDRG bis 2000 |  |  |  | des EE ab 2001 | des EE ab 2001 | des EE ab 2001 | des EE ab 2001 | des EE ab 2001 | des EE ab 2001 |
| Jahr              | Farbe             |  |  |  | Farbe          | Jahr           | Jahr           | Jahr           | Jahr           | Jahr           |
| 1995              | grün              |  |  |  | grün           | 2001           | 2007           | 2013           | 2019           | 2025           |
| 1996              | violett           |  |  |  | grau           | 2002           | 2008           | 2014           | 2020           | 2026           |
| 1997              | anthrazit         |  |  |  | weiß           | 2003           | 2009           | 2015           | 2021           | 2027           |
| 1998              | blau              |  |  |  | schwarz        | 2004           | 2010           | 2016           | 2022           | 2028           |
| 1999              | gelb              |  |  |  | gelb           | 2005           | 2011           | 2017           | 2023           | 2029           |
| 2000              | rot               |  |  |  | blau           | 2006           | 2012           | 2018           | 2024           | 2030           |

## Ziervögel
Für Papageien und Sittiche gelten folgende Farben:
| Jahr  |        |           |         |         |      | 1995    | 1996    | 1997       | 1998 | 1999    |
| Farbe |        |           |         |         |      | rot     | schwarz | silber     | blau | gold    |
| Jahr  | 2000   | 2001      | 2002    | 2003    | 2004 | 2005    | 2006    | 2007       | 2008 | 2009    |
| Farbe | grün   | dunkelrot | schwarz | blau    | gold | grün    | rot     | schwarz    | blau | violett |
| Jahr  | 2010   | 2011      | 2012    | 2013    | 2014 | 2015    | 2016    | 2017       | 2018 | 2019    |
| Farbe | orange | blau      | rot     | schwarz | grün | violett | orange  | dunkelblau | rot  | schwarz |

Man unterscheidet zwischen geschlossenen Ringen, die nur kurz eine gewisse Zeit nach dem Schlüpfen angebracht werden können, und offenen Ringen, die man auch später noch anbringen kann. Das Farbsystem gilt nur für geschlossene Ringe.

## Nachweise
1. ↑  Der Bundesring – Kennzeichnung des Einzeltieres. (Memento des Originals vom 30. Oktober 2018 im Internet Archive)  Info: Der Archivlink wurde automatisch eingesetzt und noch nicht geprüft. Bitte prüfe Original- und Archivlink gemäß Anleitung und entferne dann diesen Hinweis. In: rassegefluegelzucht.de, abgerufen am 28. Mai 2013
2. ↑  DKB: Fußringe. (2002–2014), abgerufen am 20. Mai 2013